# Рада польської мови
52°14′15″ пн. ш. 21°01′05″ сх. д. / 52.2375° пн. ш. 21.018056° сх. д.
Рада польської мови (пол. Rada Języka Polskiego) — дорадчо-консультативна інституція, яка працює над питаннями використання польської мови. Діє при Польській академії наук.
Утворена рішенням Президії Польської академії наук nr 17/96 як комітет при Президії ПАН. Від травня 2000 року діє на підставі Закону про Польську мову від 7 жовтня 1999 року.
До складу Ради входять 38 осіб, котрі представляють сфери науки (літературознавства, історії мистецтва, філософії логіки, права, фізики, інформатики, медицини) та культури (письменники, журналісти, актори).
Одним зі засновників і першим керівником Ради був професора Валерій Пісарек. Від травня 2000 року на чолі Ради професор Анджей Марковський.
У польській мові загальновживаним варіантом вважалося «на Україні», та 2022 року Рада польської мови запропонувала використання синтаксису «в Україні» і саме цей варіант її члени прийняли за єдино правильний.

## Завдання
- аналіз стану польської мови та справ мовної політики держави;
- поширення знань про польську мову;
- оцінка і поради у видавничій справі;
- роз'яснення щодо словника, граматики, вимови, орфографії та пунктуації;
- вирішення питання щодо використання польської мови в сфері науки та техніки;
- опіка культурою польської мови в школах;
- встановлення правил орфографії та пунктуації;
- аналіз питань незвичайних імен для дітей.